# Louailles
Louailles est une commune française, située dans le département de la Sarthe en région Pays de la Loire, peuplée de 703 habitants.
La commune fait partie de la province historique de l'Anjou (Baugeois).

## Géographie
La commune de Louailles est située dans le sud-ouest du département de la Sarthe, dans le Maine angevin.
| Vion     | Vion, Parcé-sur-Sarthe | Parcé-sur-Sarthe |
| Précigné | Louailles              | Le Bailleul      |
| Précigné | La Chapelle-d'Aligné   | Le Bailleul      |

### Climat
Pour des articles plus généraux, voir Climat des Pays de la Loire et Climat de la Sarthe.
En 2010, le climat de la commune est de type climat océanique altéré, selon une étude du CNRS s'appuyant sur une série de données couvrant la période 1971-2000. En 2020, Météo-France publie une typologie des climats de la France métropolitaine dans laquelle la commune est exposée à un climat océanique et est dans la région climatique  Moyenne vallée de la Loire, caractérisée par une bonne insolation (1 850 h/an) et un été peu pluvieux. 
Pour la période 1971-2000, la température annuelle moyenne est de 11,6 °C, avec une amplitude thermique annuelle de 14,2 °C. Le cumul annuel moyen de précipitations est de 673 mm, avec 11,4 jours de précipitations en janvier et 6,1 jours en juillet. Pour la période 1991-2020, la température moyenne annuelle observée sur la station météorologique de Météo-France la plus proche, sur la commune de Saint-Loup-du-Dorat à 17 km à vol d'oiseau, est de 12,2 °C et le cumul annuel moyen de précipitations est de 760,0 mm,. Pour l'avenir, les paramètres climatiques de la commune estimés pour 2050 selon différents scénarios d'émission de gaz à effet de serre sont consultables sur un site dédié publié par Météo-France en novembre 2022.

## Urbanisme

### Typologie
Au 1er janvier 2024, Louailles est catégorisée bourg rural, selon la nouvelle grille communale de densité à sept niveaux définie par l'Insee en 2022.
Elle est située hors unité urbaine. Par ailleurs la commune fait partie de l'aire d'attraction de Sablé-sur-Sarthe, dont elle est une commune de la couronne,. Cette aire, qui regroupe 39 communes, est catégorisée dans les aires de moins de 50 000 habitants,.

### Occupation des sols
L'occupation des sols de la commune, telle qu'elle ressort de la base de données européenne d’occupation biophysique des sols Corine Land Cover (CLC), est marquée par l'importance des territoires agricoles (73,9 % en 2018), en diminution par rapport à 1990 (82,8 %). La répartition détaillée en 2018 est la suivante : 
prairies (51,8 %), terres arables (21,3 %), forêts (16,7 %), zones industrielles ou commerciales et réseaux de communication (5 %), zones urbanisées (4,4 %), zones agricoles hétérogènes (0,9 %). L'évolution de l’occupation des sols de la commune et de ses infrastructures peut être observée sur les différentes représentations cartographiques du territoire : la carte de Cassini (XVIIIe siècle), la carte d'état-major (1820-1866) et les cartes ou photos aériennes de l'IGN pour la période actuelle (1950 à aujourd'hui).

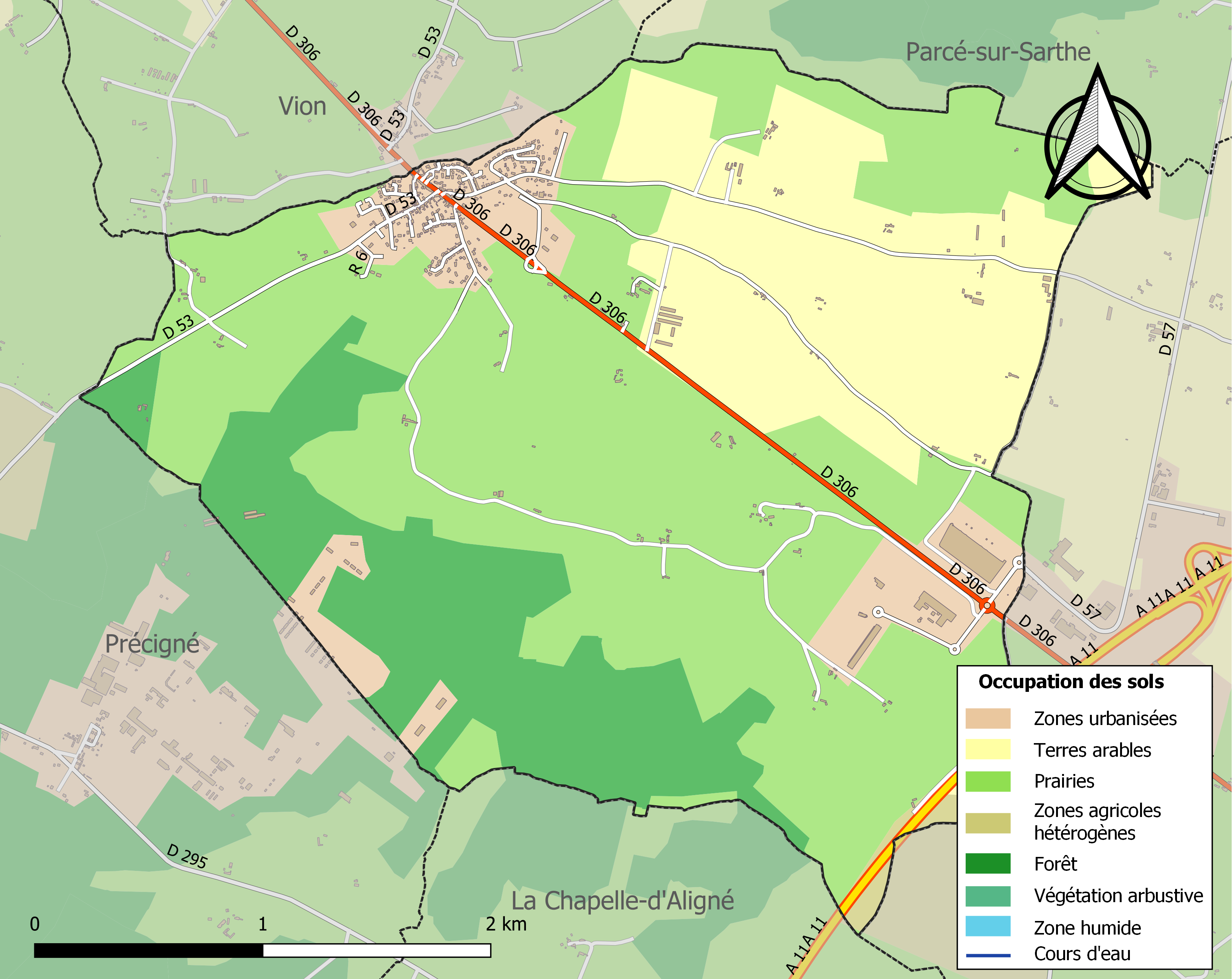
Carte des infrastructures et de l'occupation des sols de la commune en 2018 (CLC).

## Toponymie
Le nom de la localité est attesté sous les formes Loeille en 1326 [article agglutiné dès le XIVe siècle] et cappela de Ove en 1330. Le toponyme semble issu de l'ancien français oeille, « brebis », peut-être en rapport à un élevage.
Le gentilé est Louaillain.

## Histoire
Au Moyen Âge, la paroisse fait partie de la sénéchaussée angevine de La Flèche. Elle est rattachée sous l'Ancien Régime à la terre d'élection de La Flèche.
Lors de la Révolution française, la commune est, comme toutes celles de la sénéchaussée de La Flèche (Maine angevin), rattachée au nouveau département de la Sarthe. En 1801, lors du Concordat, la paroisse est détachée du diocèse d'Angers pour celui du Mans.

## Politique et administration
| Période                                  | Période  | Identité         | Étiquette | Qualité                                |
| ---------------------------------------- | -------- | ---------------- | --------- | -------------------------------------- |
| mars 1989                                | En cours | Martine Crnkovic | DVD       | Conseillère départementale depuis 2015 |
| Les données manquantes sont à compléter. |          |                  |           |                                        |

Le conseil municipal est composé de quinze membres dont le maire et deux adjoints.

## Démographie
L'évolution du nombre d'habitants est connue à travers les recensements de la population effectués dans la commune depuis 1793. Pour les communes de moins de 10 000 habitants, une enquête de recensement portant sur toute la population est réalisée tous les cinq ans, les populations de référence des années intermédiaires étant quant à elles estimées par interpolation ou extrapolation. Pour la commune, le premier recensement exhaustif entrant dans le cadre du nouveau dispositif a été réalisé en 2008.
En 2022, la commune comptait 703 habitants, en évolution de −3,96 % par rapport à 2016 (Sarthe : −0,25 %, France hors Mayotte : +2,11 %).
La commune a vu sa population doubler entre le début des années 1980 et le milieu des années 2000.
| 1793 | 1800 | 1806 | 1821 | 1831 | 1836 | 1841 | 1846 | 1851 |
| ---- | ---- | ---- | ---- | ---- | ---- | ---- | ---- | ---- |
| 302  | 309  | 318  | 343  | 380  | 369  | 400  | 427  | 428  |

| 1856 | 1861 | 1866 | 1872 | 1876 | 1881 | 1886 | 1891 | 1896 |
| ---- | ---- | ---- | ---- | ---- | ---- | ---- | ---- | ---- |
| 409  | 408  | 423  | 405  | 425  | 414  | 393  | 372  | 375  |

| 1901 | 1906 | 1911 | 1921 | 1926 | 1931 | 1936 | 1946 | 1954 |
| ---- | ---- | ---- | ---- | ---- | ---- | ---- | ---- | ---- |
| 359  | 352  | 337  | 321  | 309  | 300  | 311  | 317  | 321  |

| 1962 | 1968 | 1975 | 1982 | 1990 | 1999 | 2006 | 2008 | 2013 |
| ---- | ---- | ---- | ---- | ---- | ---- | ---- | ---- | ---- |
| 320  | 302  | 283  | 335  | 368  | 484  | 698  | 759  | 737  |

| 2018 | 2022 | - | - | - | - | - | - | - |
| ---- | ---- | - | - | - | - | - | - | - |
| 722  | 703  | - | - | - | - | - | - | - |

## Économie
- Zone d'activités Ouest Park dans laquelle est notamment implantée l'entreprise Posson Packaging[24], PME indépendante spécialisée dans les emballages imprimés[25].

## Lieux et monuments
- Église Saint-Denis.

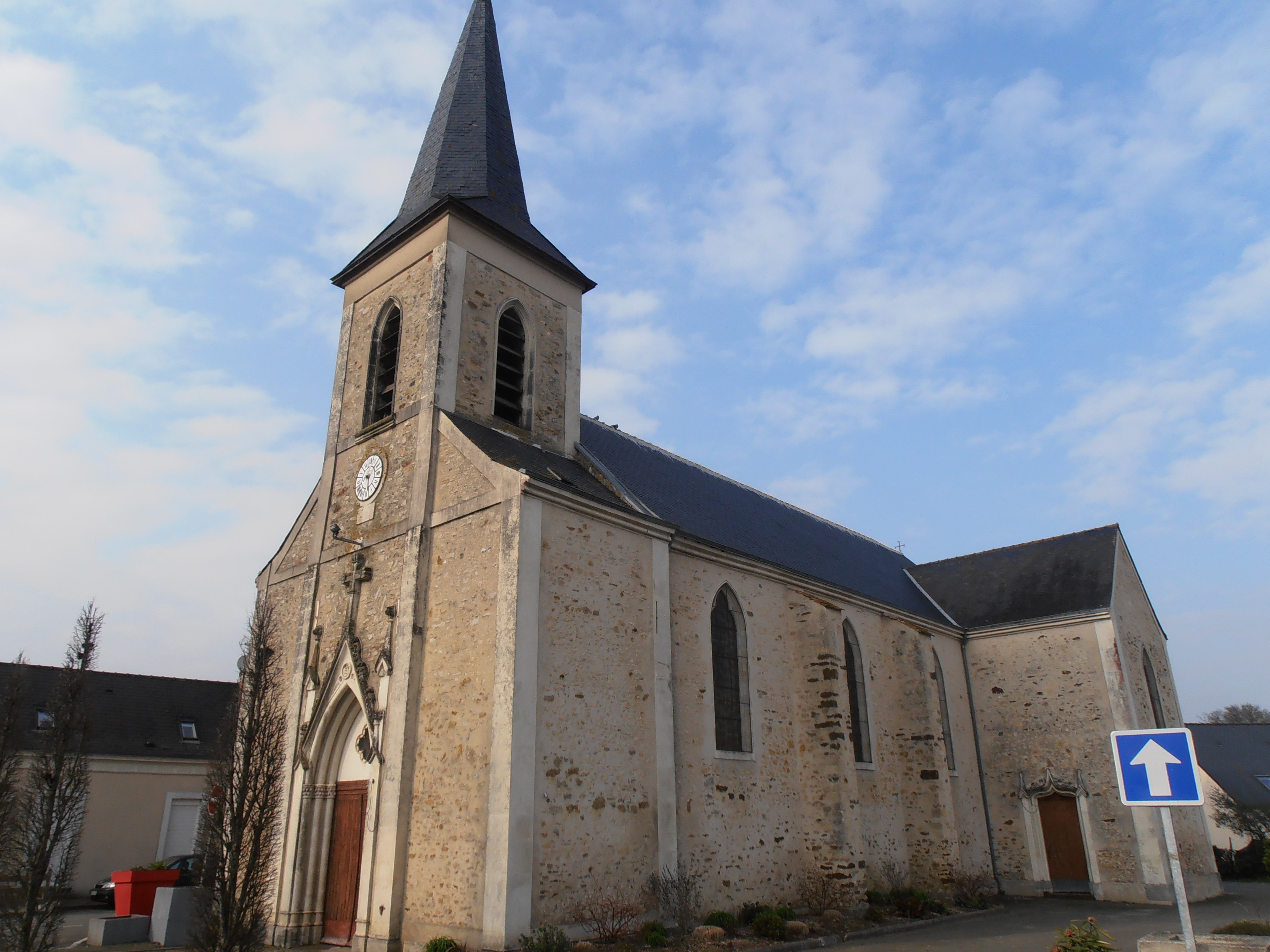
L'église Saint-Denis.
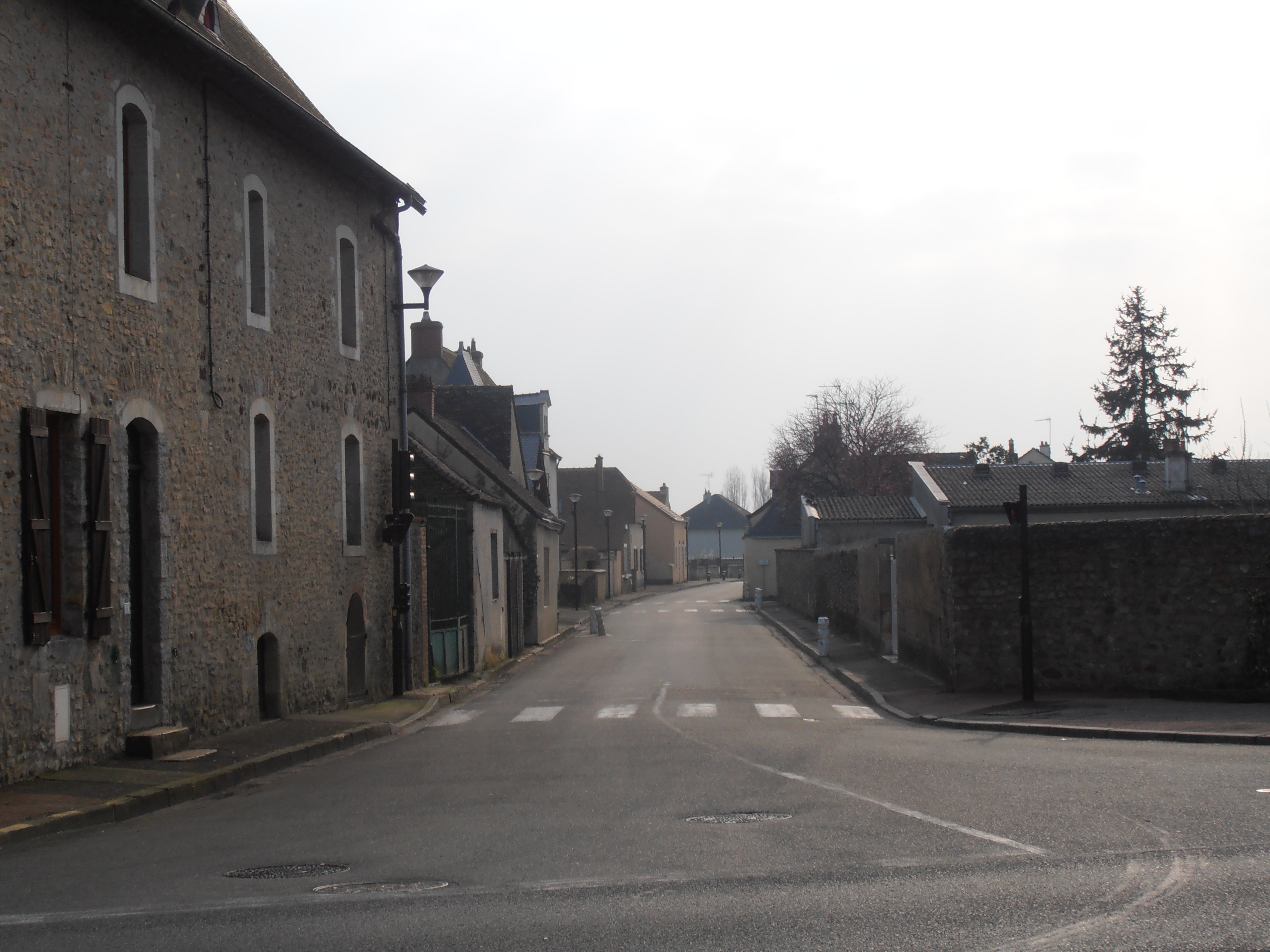
La rue de Précigné.
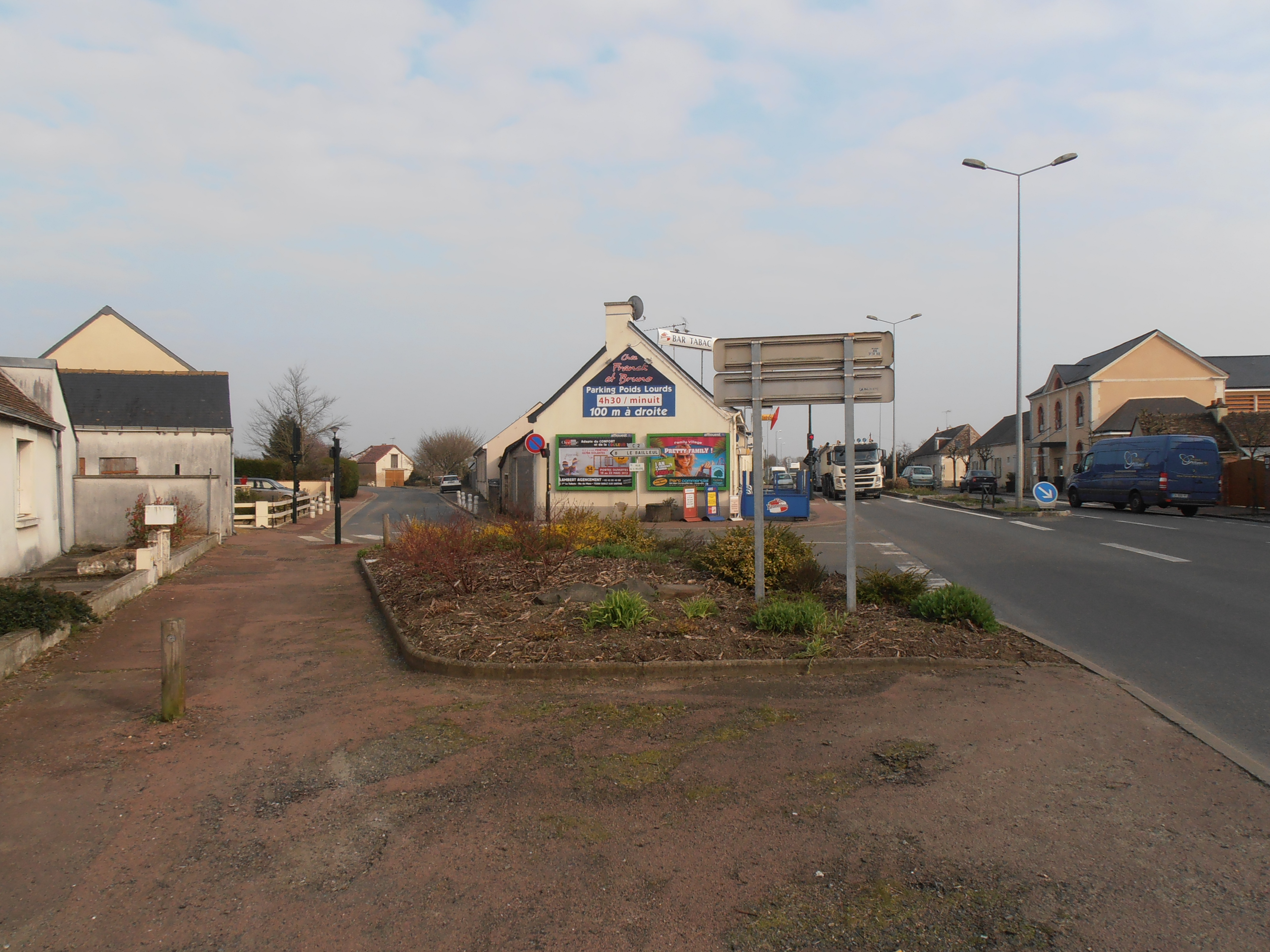
Vue générale.

## Activité, label et manifestations

### Label
La commune est un village fleuri (deux fleurs) au concours des villes et villages fleuris.

### Sports
La Jeunesse sportive de Louailles fait évoluer deux équipes de football en divisions de district.